# Andchat
AndChat —  бесплатный IRC-клиент для устройств на платформе Android с открытым исходным кодом. Первоначально разрабатывался как проект для UNI[неизвестный термин].

## Возможности
- ведение логов
- поддержка нескольких серверов
- поддержка различных кодировок
- UTF-8 определение
- поддерживает цвета, но не цвета mIRC
- прокрутка текста
- временной штамп сообщений
- различные цвета для выделения ников
- нотисы (NOTICE)
- поддержка SSL
- список пользователей
- Шифрование для защиты доступа к защищенным паролем серверам
- Работает с прокси Irssi, ZNC, Bip, psyBNC, Miau и sBNC.

## Поддерживаемые команды
/nick, /msg, /part, /wc, /join(/j), /invite, /clear, /clearall (since 1.2), /cs, /w, /cycle, /um, /cm, /op, /deop, /voice (/v), /devoice (/dv), /ban (/b), /unban (/ub), /kick (/k), /kb (since1.3.2) /topic (/t), /raw.

## Примечание
1. ↑  С сайта AndChat.net Архивировано 18 января 2011 года.